# Молекулярная электронная спектроскопия
Молекулярная электронная спектроскопия или УФ-спектроскопия (англ. molecular electron spectroscopy или англ. UV-spectroscopy) — методика определения строения вещества на основе анализа спектров поглощения и/или испускания света, взаимодействующего с веществом и вызывающего переходы электронов с одного энергетического уровня на другой.

## Описание

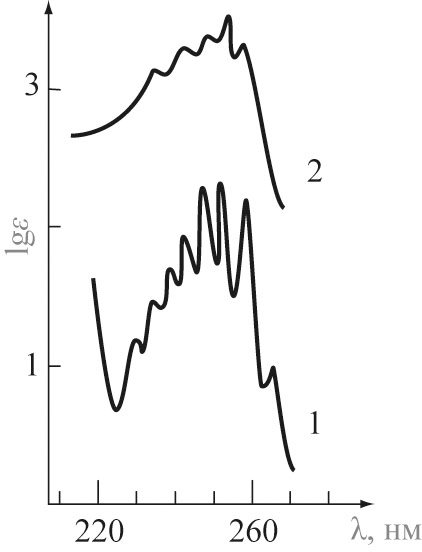
Электронные спектры поглощения: 1 — бензола (в циклогексане) и 2 — пиридина (в спирте).

Энергия движения электронов молекулы, в соответствии с квантово-механическим описанием, принимает определенные дискретные значения. При поглощении кванта света электроны переходят в состояние с более высокой энергией — происходит так называемое возбуждение. В зависимости от того, как велика энергия поглощенного кванта света, электроны могут перейти из состояния с низшей энергией (основного) в первое, второе, третье и т. д. возбужденные электронные состояния вплоть до того момента, когда энергия возбужденного электрона превысит потенциал ионизации — в этом случае происходит «отрыв» электрона от молекулы, ионизация. При этом различным электронным состояниям могут соответствовать различные равновесные конфигурации ядер (см. подробнее в статье электронно-колебательная спектроскопия). Аналогичным образом, при переходе электронов с какого-либо возбужденного уровня на уровень с более низкой энергией происходит испускание фотона.
Для большинства молекул длины волн, соответствующие электронным переходам, простираются от области видимого света до ультрафиолетового (УФ) диапазона, откуда и пошло второе название метода — УФ-спектроскопия.
Электронная спектроскопия позволяет с высокой точностью определять наличие в молекулах определенных структурных групп (называемых хромофорными), для которых хорошо изучены характеристические электронные спектры. Метод абсорбционной электронной спектроскопии является очень чувствительным и позволяет получать отчетливые полосы поглощения даже при небольшой концентрации исследуемого вещества. Из-за этого он чаще используется для качественного анализа строения молекул, хотя может быть использован и для количественного анализа по коэффициенту экстинкции ε (обычно — в расчете на моль вещества).
Благодаря высокой чувствительности электронной спектроскопии, регистрация спектров при однократном прохождении света через кювету получила достаточно большое распространение в качестве одного из главных методов экспрессанализа проб вещества на химическом производстве. Для более точного анализа строения вещества данные электронной спектроскопии должны быть дополнены результатами колебательной спектроскопии.

## Источник
- Пентин Ю. А., Вилков Л. В. Физические методы исследования в химии. — М.: Мир, 2006. — 683 с.